# Радубежский ручей
Ра́дубежский ручей, также Ра́дубеж — ручей в Курской области России, левый приток Усожи. Протекает по территории Железногорского и Фатежского районов. Длина — 15 км, площадь водосборного бассейна — 47 км².

## Этимология
Имеет несколько сходных вариантов названия: Радубежский ручей, Радубеж, Радобеж, Радобиж. Название «Радубеж» сходно с наименованиями некоторых соседних географических объектов, в том числе гидронимов, также оканчивающимися на -еж : ручей Бутеж, река Трубеж, город Фатеж. Название «Радобеж» (Радубеж) рассматривается лингвистом Ю. П. Чумаковой как производное от имени Радобуд, которое сохраняется в сербохорватском языке и восходит к основам рад- и буд- (от *byti или *buditi) — «будящий радость». Такие двучленные антропонимы возникли еще в общеславянскую эпоху и их отражения в топонимии имеются на всех современных территориях, заселенных славянами, что отмечается многими исследователями.
Историк Д. И. Багалей и этнограф Е. В. Барсов считали, что в основе названия «Радубеж» лежит название племени радимичей, однако в подтверждение гипотезы принималась лишь история заселения края без лингвистической интерпретации этого слова.
На карте Шуберта 1869 года верховье Радубежского ручья, юго-западнее Подымовки, обозначено как лог Дворянский, а нижнее течение, от Журавинки до Заречья — как лог Однодворческий.

## Описание
Длина ручья — 15 километров. Исток находится на границе Фатежского и Железногорского районов, в 3 км к юго-западу от деревни Подымовки, на северной окраине урочища Волкова Дубрава в Поповом логу. Впадает в 41 км от устья Усожи в Железногорском районе, юго-восточнее хутора Заречье, напротив деревни Верхнее Жданово. В верхнем течении является естественной границей между Фатежским и Железногорским районами. В Радубежский ручей впадают несколько небольших безымянных ручьёв. На ручье находятся несколько прудов, самый большой из которых расположен недалеко от устья, южнее хутора Заречье. Ширина водоохранной зоны Радубежского ручья составляет 50 м выше моста в деревне Журавинке и 100 м ниже его по течению. До 1950-х годов на ручье располагалось село Радубеж, ныне разделённое на несколько населённых пунктов.

## Населённые пункты
Вдоль ручья расположены следующие населённые пункты (от истока к устью):
- Фатежский район: д. Подымовка, х. Пролетаровка;
- Железногорский район: х. Основное, х. Сотникова, д. Понизовка, д. Толстовка, д. Трубицыно, д. Журавинка, х. Заречье.